# Acholeplasma oculi
Acholeplasma oculi è una specie di batterio appartenente alla famiglia delle Acholeplasmataceae.